# Церковь Рождества Пресвятой Богородицы (Пушкин)
Це́рковь Рождества́ Пресвято́й Богоро́дицы — домовый православный храм в городе Пушкине. Ранее являлся церковью при Царскосельской Николаевской гимназии.
Приписан к Софийскому собору Санкт-Петербургской епархии Русской православной церкви.

## История
Здание Николаевской гимназии было построено по проекту И. А. Монигетти архитектором А. Ф. Видовым. Проект предполагал устройство храма, но в день открытия гимназии 8 (20) сентября 1870 года церковь не была ещё освящена, так как не имела утвари, облачений и внутреннего убранства, кроме иконостаса.
В этот день в храме был совершён епископом Ревельским Павлом (Лебедевым) только молебен в присутствии императора Александра II.
Для того, чтобы устройство церкви шло быстрее, педагогический совет гимназии выделил из специальных средств 4 (16) ноября 1870 года 300 рублей, а директор И. И. Пискарёв лично от себя 240 рублей. Тогда же из представителей от гимназии и городского общества был образован особый совещательно-распорядительный комитет. В результате деятельности комитета к 1872 году были собраны денежные и вещественные пожертвования на сумму более 15 тысяч рублей.
2 (14) января 1872 года состоялось торжественное перенесение из часовни городского госпиталя в гимназическую церковь престола, который потом был реставрирован и приготовлен к освящению.
29 октября (10 ноября) 1872 года церковь была освящена во имя Рождества Пресвятой Богородицы митрополитом Исидором (Никольским) в сослужении епископа Палладия (Ганкевича). Освящение церкви состоялось во имя Рождества Богородицы, а не во имя святителя Николая Чудотворца, как первоначально предполагалось, потому, что день открытия гимназии совпал с этим церковным праздником и с днем рождения в цесаревича Николая Александровича.
Со дня освящения до 1878 года церковь была приписана к Екатерининскому собору. С 1878 года при храме был учреждён самостоятельный причт. Первым настоятелем 6 (18) марта 1878 года был определён священник А. В. Рождественский, будущий отец поэта В. А. Рождественского.

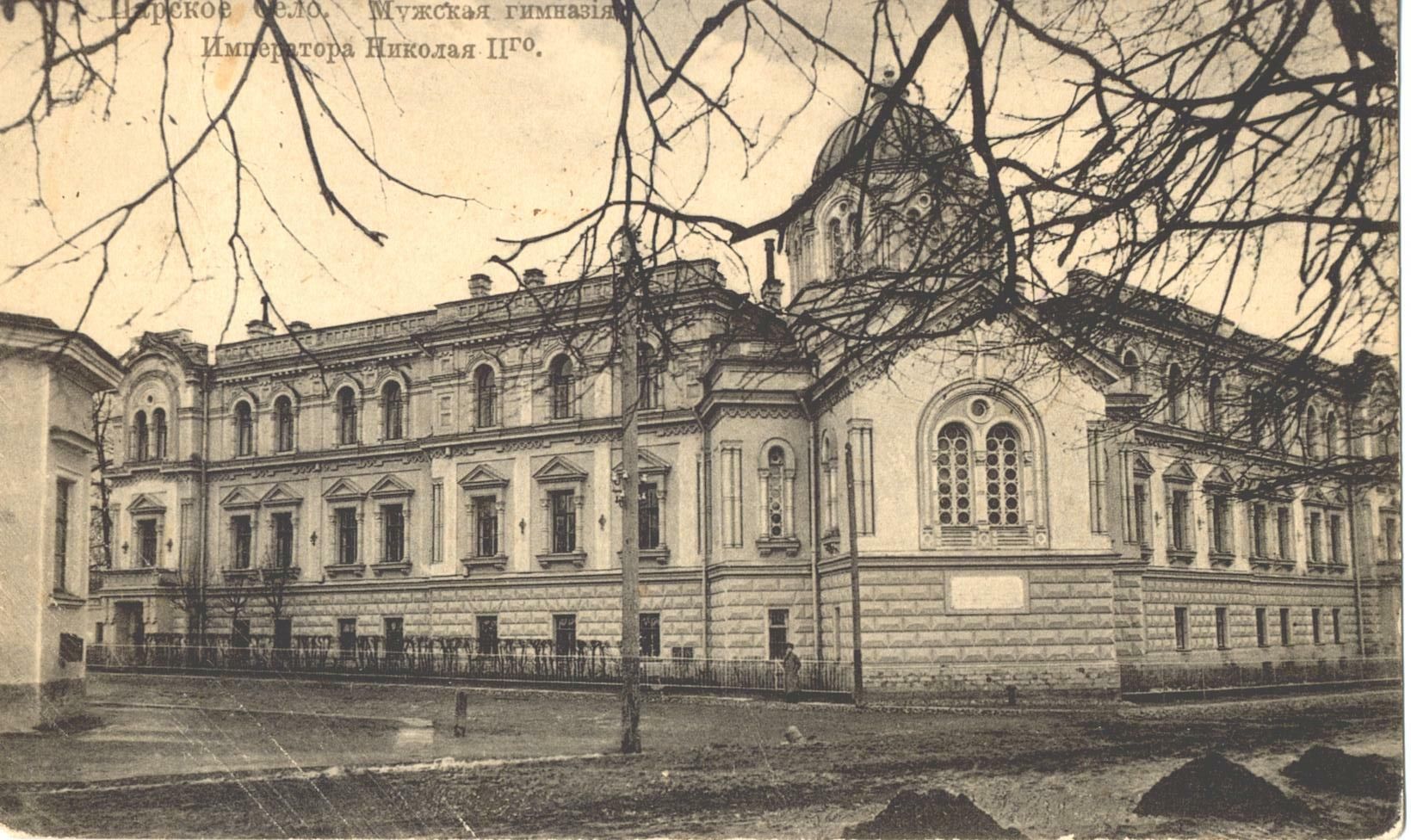
Вид на Николаевскую гимназию и церковь с Набережной улицы. 1910 год

Богослужение в церкви совершалось во все воскресные и праздничные дни года, за исключением летних каникул, в родительские субботы и ежедневно в Великий пост на 1-й, 4-й и Страстной седмицах для постящихся. Особенностью службы было постоянное поминовение почивших императоров, начиная с Николая I, императриц, начиная с Марии Александровны, и цесаревича Николая Александровича на литургиях, а в особые дни памяти и на панихидах. Пение, чтение и служебные обязанности в алтаре всегда исполнялись воспитанниками гимназии.
Гимназический хор певчих первоначально, кроме воспитанников, состоял из нескольких любителей церковного пеня, как служащих в гимназии, так и посторонних лиц, а затем только из учащихся.
4 (17) декабря 1909 года в гимназической церкви было совершено отпевание бывшего директора гимназии И. Ф. Анненского.
Церковь была закрыта в апреле 1922 года. Одна часть церковного имущества была отправлена в Троцк Отделу местного хозяйства Троцкого уездного исполкома, а другая, включая иконостас храма, — сданы администрации школы.
С 1988 года на протяжении нескольких лет в помещении гимназической церкви размещался кукольный театр «Деревянная лошадь», затем склад. В настоящее время в здании гимназии располагается межшкольный центр информатики «Интеллект».
19 октября 2006 года на совместном заседании администрации Пушкинского района Санкт-Петербурга и представителей прихода Вознесенского (Софийского) собора было принято решение о возвращении храма. 6 ноября 2006 года было подписано соглашение о сотрудничестве между МЦИК «Интеллект» и приходом Софийского (Вознесенского) собора.
В январе 2007 года на куполе церкви был установлен крест, а 25 января 2007 года храм был возвращён Церкви и освящён малым чином. 27 января была состоялась первая литургия. На неё пригласили детей из интерната № 67 и «Детской деревни-SOS-Пушкин», которые прислуживали в алтаре во время литургии. В церковном хоре пели студенты из разных вузов Санкт-Петербурга (СПбГАУ, СПбГЭТУ (ЛЭТИ), СПбГУ, СПбГУКиТ).
Богослужения в храме осуществляются в воскресные и праздничные дни. Со стороны руководства арендаторов здания постоянно вводятся ограничения доступа в храм.

## Архитектура, убранство и устройство церкви
От большинства домовых храмов церковь Рождества Пресвятой Богородицы отличается своим устройством. Она является не залом, обращённым в церковь, а устроенным внутри здания храмом в форме креста, в строго выдержанном греческом стиле, с одним большим куполом.
Находится церковь в центре здания, на втором этаже. Все три части (алтарь, храм и притвор) нишеобразной формы и отделены друг от друга арками. Алтарь помещается в четырёхугольнике здания, выдающемся на угол Малой и Набережной улиц, имел на восточной стене снаружи выбитый в стене крест, под ним окно, первоначально заложенное из алтаря стеной. Под окном, на мраморной доске, находилась надпись: «Во славу Божию, вечной памяти в Бозе почивших Государя Императора Николая I И Государя Наследника Цесаревича Николая Александровича посвящен дом сей гражданами города Царского Села образованию юношества».

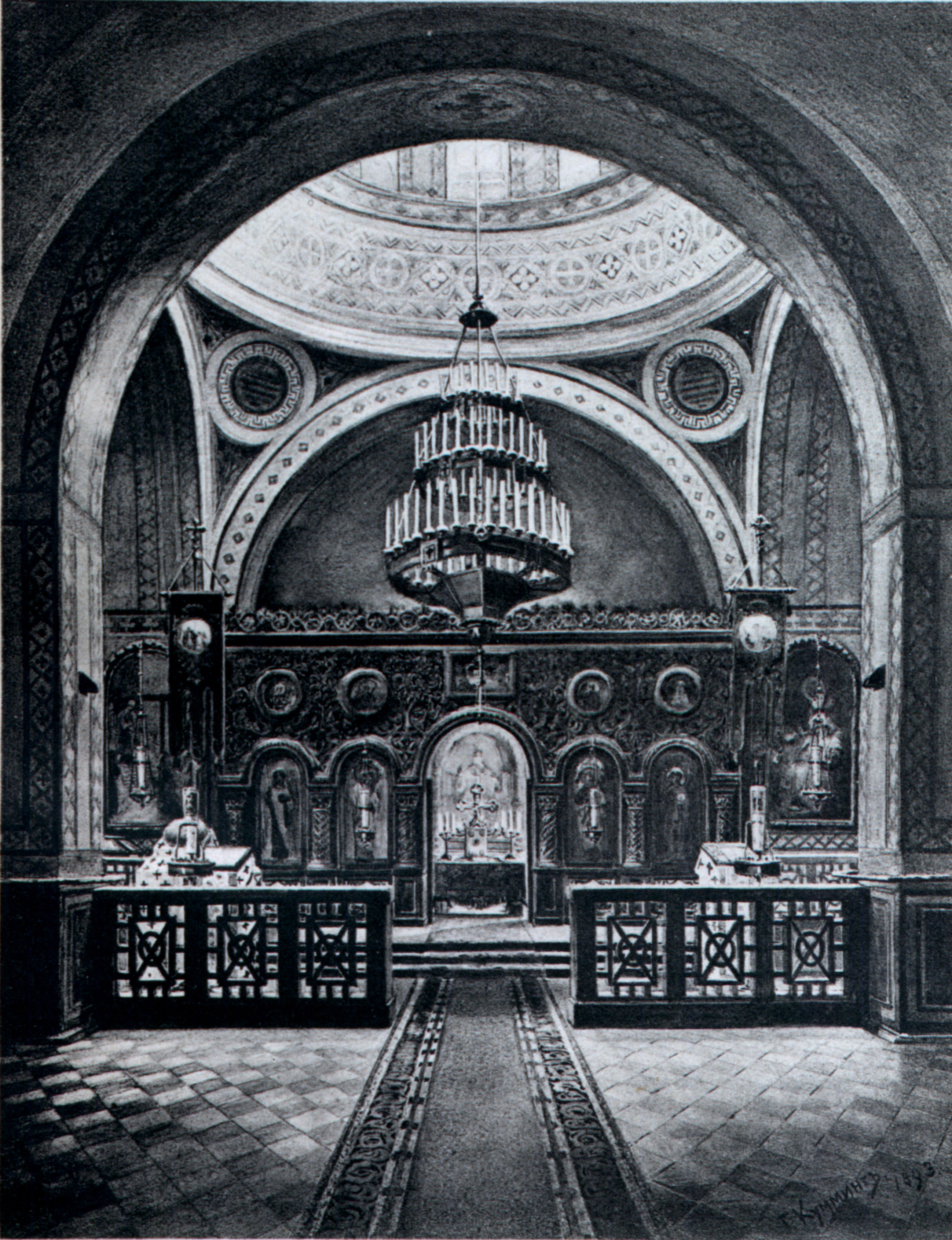
Интерьер храма. 1893 год

Длина церкви без алтаря составляет 15 метров, а с ним — 19 метров; ширина в средней части под куполом 10,5 метров; в алтаре и притворе — 6,5 метров. Солея с клиросами и алтарь находятся на возвышении в 2 ступени (40 сантиметров). В храме и куполе 13 узких стрельчатых окон высотой в 3 метра и шириной около 60 сантиметров.
Потолок и стены всей церкви были окрашены клеевой краской и орнаментированы по рисункам А. Ф. Видова. Изображения на стенах отсутствовали, кроме голубя над престолом на потолке и четырёх надписей в храме под куполом, составленных из евангельских изречений четырёх евангелистов:
- «Смотрите, не презирайте ни одного из малых сих; ибо говорю вам, что Ангелы их на небесах всегда видят лице Отца Моего Небеснаго» (Мф. 18,10);
- «Увидев то, Иисус вознегодовал и сказал им: пустите детей приходить ко Мне, и не препятствуйте им; ибо таковых есть Царствие Божие. Истинно говорю вам: кто не примет Царствия Божия, как дитя, тот не войдет в него» (Мк. 10, 14-15);
- «В тот час возрадовался духом Иисус и сказал: славлю Тебя, Отче. Господи неба и земли, что Ты утаил сие от мудрых и разумных и открыл младенцам. Ей, Отче! ибо таково было Твое благоволение» (Лк. 10, 21);
- «Заповедь новую даю вам, да любите друг друга; как Я возлюбил вас, так и вы да любите друг друга. По тому узнают все, что вы Мои ученики, если будете иметь любовь между собою» (Ин. 13, 34-35).

Резной иконостас был изготовлен Александровым из американского орехового дерева «по золоченому фону». Он был сделан по рисунку И. А. Монигетти, снятому с одной из древних церквей на южном берегу Крыма. Высота иконостаса составляла 4 метра. В нижней части было трое врат (Царские и диаконские) и иконы Спасителя и Богородицы, а в верхней — иконы малого размера Тайной вечери и мучениц Софии, Веры, Надежды и Любви. Венчал иконостас деревянный резной крест.
Иконы храма были написаны писаны художниками К. А. Горбуновым, Васильевым и Травиным на полотне по золотому фону. Помещались они в резных ореховых киотах и рамах работы Александрова по рисунку А. Ф. Видова. В 1872 году выполнены три сосуда для храма, в мастерской Верховцева.
Освещался храм двумя паникадилами: большим, под куполом, на 72 свечи; и малым, в притворе, на 36 свечей — а также лампадами и канделябрами. Все светильники были выполнены в византийском стиле, работы Блюма по рисункам А. Ф. Видова.
Отапливался храм двумя голландскими печами. Пол в церкви был деревянным, паркетным. Ризница помещалась под алтарем в отдельной комнате. Главный вход в церковь осуществлялся через большие филенчатые, вверху стеклянные, двери из коридора, выходящего на главный подъезд; другой вход вёл из нижнего этажа через ризницу по чугунной витой лестнице прямо в алтарь.
На чердаке в слуховом окне были помещены 5 колоколов. Вес всех колоколов составлял 365 килограмм. Они были пожертвованы в 1872 году.

## Чтимые святыни, реликвии
Главной достопримечательностью церкви до её закрытия был престол. Он первоначально принадлежал походной церкви императрицы Екатерины I. После устройства в 1716 году первой постоянной деревянной Успенской церкви, походная церковь поставлена была в её приделе, а затем, в 1724 году перенесена в другую вновь построенную Благовещенскую церковь. Последняя в 1728 году сгорела от молнии до основания, а походная была перенесена в Царскосельскую богадельню и помещена в часовню городского госпиталя. В 1872 году, по ходатайству главного доктора Царскосельского госпиталя Ф. Ф. Жуковского-Волынского, престол был перенесён в гимназический храм.
Престол состоял из двух частей — верхней и нижней. Верхнюю его часть составлял квадратный ящик 1 метр шириной и 35 сантиметров высотой; верхняя доска этого ящика была дубовая, остальные — сосновые. Нижнюю часть составляли выполненные из липового дерева вызолоченные символические изображения евангелистов с разогнутыми книгами Евангелия, поддерживающие с четырёх углов ящик престола: впереди — справа орел, слева ангел, с обратной стороны — слева лев и справа телец. Символы укреплены на деревянном постаменте в виде ящика высотой 13 сантиметров. Высота всего престола 75 сантиметров. Верхняя часть престола облачалось одеждами, а нижняя оставалась открытой.
Из икон обращали на себя внимание две большие священно-исторические картины: «Спаситель, благословляющий детей» и «Вход Господень в Иерусалим», помещённые за клиросами одна напротив другой. Это дар Александра III. Они были написаны в 1872 году в Академии художеств художником Бодаревским.